# Saint-Sulpice-de-Grimbouville
Saint-Sulpice-de-Grimbouville is een gemeente in het Franse departement Eure (regio Normandië) en telt 142 inwoners (1999). De plaats maakt deel uit van het arrondissement Bernay.

## Geografie
De oppervlakte van Saint-Sulpice-de-Grimbouville bedraagt 4,3 km², de bevolkingsdichtheid is 33,0 inwoners per km².
De onderstaande kaart toont de ligging van Saint-Sulpice-de-Grimbouville met de belangrijkste infrastructuur en aangrenzende gemeenten.

## Demografie
Onderstaande figuur toont het verloop van het inwonertal (bron: INSEE-tellingen).

1. ↑  Populations de référence 2022.